# King of the Nordic Twilight
King of the Nordic Twilight je první album od italské kapely Luca Turilli.

## Seznam skladeb
1. „To Magic Horizons“ – 1:21
2. „Black Dragon“ – 5:04
3. „Legend of Steel“ – 5:21
4. „Lord of the Winter Snow“ – 6:06
5. „Princess Aurora“ – 3:47
6. „The Ancient Forest of Elves“ – 4:44
7. „Throne of Ice“ – 1:51
8. „Where Heroes Lie“ – 4:25
9. „Warrior's Pride“ – 3:47
10. „Kings of the Nordic Twilight“ – 11:37
11. „Rannveig Sif Sigurdardottir“ – 2:12